# Municipio de Chapulhuacán
El municipio de Chapulhuacán es uno de los ochenta y cuatro municipios que conforman el estado de Hidalgo, México. La cabecera municipal y localidad más poblada es Chapulhuacán.
Chapulhuacán se localiza al norte del territorio hidalguense entre los paralelos 21°2′ y 21°13′ de latitud norte; los meridianos 98°49′ y 99°03′ de longitud oeste; con una altitud entre 200 y 1700 m s. n. m. Este municipio cuenta con una superficie de 231.61 km², y representa el 1.11 % de la superficie del estado; dentro de la región geográfica denominada como Sierra Gorda.
Colinda al norte con el municipio de Pisaflores y con el estado de San Luis Potosí; al este con el estado de San Luis Potosí y el municipio de Tepehuacán de Guerrero; al sur con los municipios de Tepehuacán de Guerrero y La Misión; al oeste con los municipios de La Misión y Pisaflores.

## Toponimia
El nombre de Chapulhuacán quiere decir “lugar de quienes poseen chapulines”, y es de origen nahuatl sus raíces son: “chapolin” langosta o chapulín, “huah” posesivo y “cān” lugar.

## Geografía

### Relieve e hidrográfica
En cuanto a fisiografía se encuentra dentro de la provincia de la Sierra Madre Oriental; dentro de la subprovincia del Carso Huasteco. Su territorio es completamente sierra. Destaca un gran número de peñas localizadas en la comunidad El Mogote.
En cuanto a su geología corresponde al periodo cretácico (63.0%), jurásico (32.43%) y uaternario (4.0%). Con rocas tipo sedimentaria: caliza (63.0%), caliza–lutita (25.0%) y arenisca (7.43%); Suelo: aluvial (5.21%). En cuanto a edafología el suelo dominante es phaeozem (63.21%), vertisol (20.0%), leptosol (12.0%) y planosol (3.0%).
En lo que respecta a la hidrología se encuentra posicionado en la región hidrológica del Pánuco; en la cuenca del río Moctezuma; dentro de la subcuenca río Amajac (62.0%) y río Moctezuma (38.0%).

### Clima
El territorio municipal se encuentran los siguientes climas con su respectivo porcentaje: Semicálido subhúmedo con lluvias en verano, de mayor humedad (39.0%), semicálido húmedo con lluvias todo el año (29.0%), cálido subhúmedo con lluvias en verano, de mayor humedad (18.0%), semicálido subhúmedo con lluvias en verano, de humedad media (12.0%) y cálido subhúmedo con lluvias en verano, de menor humedad (2.0%).

### Ecología
La flora está compuesta en sus montañas encontramos maderas preciosas como el cedro, el palo escrito, el palo de rosa, el bálsamo, fresnos, higuerón y nogal, también encontramos mango, nuez, cacahuate, limón, aguacate, chayote, calabaza, papaya, toronja, rábanos, mandarina, yerbabuena, mejorana, tomillo, toronjil. En las zonas más bajas se producen plátanos, cítricos, maíz y café serrano.
En cuanto a fauna encontramos una gran variedad de animales como el tejón, el tlacuache, el gato montés, las ardillas, venados, mapaches, armadillos, osos hormigueros, puerco espín, jabalí, guajolotes silvestres, palomas, cotorros, conejos, liebres, murciélagos, zopilotes, etc. Encontramos también reptiles como la serpiente, mahuaquite, el coralillo, el cascabel, la chirrionera y otras, que representan un gran peligro ya que la mayoría de ellas son venenosas. Se tienen insectos como el mosquito, la mosca, el zancudo, la avispa, el mayate, los ceniceros, el grillo, el chapulín, la hormiga, la tarántula los alacranes, lagartijas y mariposas.

## Demografía

### Población
De acuerdo a los resultados que presentó el Censo Población y Vivienda 2020 del INEGI, el municipio cuenta con un total de 22 903 habitantes, siendo   11 262 hombres y 11 641 mujeres. Tiene una densidad de 98.9 hab/km², la mitad de la población tiene 27 años o menos, existen 96 hombres por cada 100 mujeres.
El porcentaje de población que habla lengua indígena es de 6.88 %, y el porcentaje de población que se considera afromexicana o afrodescendiente es de 0.43 %. En el municipio hablan principalmente náhuatl del noreste central.
Tiene una Tasa de alfabetización de 98.6 % en la población de 15 a 24 años, de 82.4 % en la población de 25 años y más. El porcentaje de población según nivel de escolaridad, es de 13.2 % sin escolaridad, el 62.5 % con educación básica, el 16.6 % con educación media superior, el 7.5 % con educación superior, y 0.2 % no especificado.
El porcentaje de población afiliada a servicios de salud es de 80.2 %. El 3.9 % se encuentra afiliada al IMSS, el 89.9 % al INSABI, el 6.0 % al ISSSTE, 0.5 % IMSS Bienestar, 0.1 % a las dependencias de salud de PEMEX, Defensa o Marina, 0.3 % a una institución privada, y el 0.2 % a otra institución. El porcentaje de población con alguna discapacidad es de 6.5 %. El porcentaje de población según situación conyugal, el 29.3 % se encuentra casada, el 32.8 % soltera, el 27.6 % en unión libre, el 3.8 % separada, el 0.5 % divorciada, el 6.0 % viuda.
Para 2020, el total de viviendas particulares habitadas es de 6256 viviendas, representa el 0.7 % del total estatal. Con un promedio de ocupantes por vivienda 3.7 personas. Predominan las viviendas con los siguientes materiales: adobe, tabique y madera. En el municipio para el año 2020, el servicio de energía eléctrica abarca una cobertura del 98.0 %; el servicio de agua entubada un 44.2 %; el servicio de drenaje cubre un 94.7 %; y el servicio sanitario un 97.3 %.

### Localidades
Para el año 2020, de acuerdo al Catálogo de Localidades, el municipio cuenta con 100 localidades.
| Código INEGI | Localidad                         | Población (2020) | Porcentaje (%) | Ámbito Población | Categoría Población |
| ------------ | --------------------------------- | ---------------- | -------------- | ---------------- | ------------------- |
| 130180001    | Chapulhuacán                      | 4054             | 17.70          | Urbano           | Cabecera municipal  |
| 130180035    | Santa Ana de Allende              | 1760             | 7.68           | Rural            | Comunidad           |
| 130180034    | San Rafael                        | 805              | 3.51           | Rural            | Comunidad           |
| 130180008    | Hacienda de Cahuazas              | 793              | 3.46           | Rural            | Comunidad           |
| 130180014    | El Coyol                          | 767              | 3.35           | Rural            | Comunidad           |
| 130180018    | Iglesia Vieja (Iglesia Nueva)     | 765              | 3.34           | Rural            | Comunidad           |
| 130180021    | Neblinas                          | 638              | 2.79           | Rural            | Comunidad           |
| 130180079    | La Loma                           | 592              | 2.58           | Rural            | Comunidad           |
| 130180048    | Zacate Grande                     | 558              | 2.44           | Rural            | Comunidad           |
| 130180036    | Santa María de Álamos             | 523              | 2.28           | Rural            | Comunidad           |
| 130180031    | Puerto Obscuro                    | 515              | 2.25           | Rural            | Comunidad           |
| 130180006    | El Barrio (Barrio del Carmen)     | 500              | 2.18           | Rural            | Comunidad           |
| 130180025    | Palo Semita                       | 493              | 2.15           | Rural            | Ranchería           |
| 130180044    | Tetlalpan                         | 487              | 2.13           | Rural            | Ranchería           |
| 130180043    | Tenango                           | 485              | 2.12           | Rural            | Ranchería           |
| 130180040    | Soledad del Coyol                 | 450              | 1.96           | Rural            | Ranchería           |
| 130180024    | Palomas                           | 403              | 1.76           | Rural            | Ranchería           |
| 130180100    | La Reforma de Palo Semita         | 372              | 1.62           | Rural            | Ranchería           |
| 130180065    | La Mesa                           | 364              | 1.59           | Rural            | Ranchería           |
| 130180084    | Nuevo Porvenir [Colonia]          | 331              | 1.45           | Rural            | Ranchería           |
| 130180026    | Palo Verde                        | 322              | 1.41           | Rural            | Ranchería           |
| 130180037    | Saucillo (Saucillo Agua Nueva)    | 309              | 1.35           | Rural            | Ranchería           |
| 130180004    | Arroyo Blanco                     | 295              | 1.29           | Rural            | Ranchería           |
| 130180111    | Las Minas                         | 285              | 1.24           | Rural            | Ranchería           |
| 130180042    | El Sótano                         | 284              | 1.24           | Rural            | Ranchería           |
| 130180030    | Plan de Guadalupe                 | 279              | 1.22           | Rural            | Ranchería           |
| 130180005    | El Banco                          | 269              | 1.17           | Rural            | Ranchería           |
| 130180017    | Huatepango                        | 266              | 1.16           | Rural            | Ranchería           |
| 130180029    | La Piedra                         | 259              | 1.13           | Rural            | Ranchería           |
| 130180061    | La Escondida                      | 247              | 1.08           | Rural            | Ranchería           |
| 130180020    | Miahuatla                         | 244              | 1.07           | Rural            | Ranchería           |
| 130180010    | El Capulín                        | 241              | 1.05           | Rural            | Ranchería           |
| 130180003    | El Amolar                         | 239              | 1.04           | Rural            | Ranchería           |
| 130180122    | Ahuayo                            | 230              | 1.00           | Rural            | Ranchería           |
| 130180023    | Ojo de Agua                       | 207              | 0.90           | Rural            | Ranchería           |
| 130180047    | El Zacatal                        | 191              | 0.83           | Rural            | Ranchería           |
| 130180123    | Buenos Aires                      | 181              | 0.79           | Rural            | Ranchería           |
| 130180106    | Barrio Arriba Ojo de Agua         | 176              | 0.77           | Rural            | Ranchería           |
| 130180022    | El Ocote                          | 173              | 0.76           | Rural            | Ranchería           |
| 130180058    | La Estancia                       | 162              | 0.71           | Rural            | Ranchería           |
| 130180121    | Pared Gruesa (Nuevo Pared Gruesa) | 162              | 0.71           | Rural            | Ranchería           |
| 130180045    | Tocapa                            | 160              | 0.70           | Rural            | Ranchería           |
| 130180016    | La Hondura                        | 156              | 0.68           | Rural            | Ranchería           |
| 130180011    | Carrizal del Sótano               | 141              | 0.62           | Rural            | Ranchería           |
| 130180012    | Carrizal de Tenango               | 115              | 0.50           | Rural            | Ranchería           |
| 130180049    | La Ceiba                          | 107              | 0.47           | Rural            | Ranchería           |
| 130180013    | Las Ciruelas                      | 106              | 0.46           | Rural            | Ranchería           |
| 130180028    | El Pescado                        | 105              | 0.46           | Rural            | Ranchería           |
| 130180109    | El Limoncito                      | 85               | 0.37           | Rural            | Ranchería           |
| 130180070    | El Álamo                          | 73               | 0.32           | Rural            | Ranchería           |
| 130180090    | La Ceibita                        | 71               | 0.31           | Rural            | Ranchería           |
| 130180126    | La Sierrita                       | 68               | 0.30           | Rural            | Ranchería           |
| 130180019    | La Loma                           | 67               | 0.29           | Rural            | Ranchería           |
| 130180076    | El Hualul                         | 56               | 0.24           | Rural            | Ranchería           |
| 130180033    | El Sabino                         | 56               | 0.24           | Rural            | Ranchería           |
| 130180108    | Escuayo                           | 54               | 0.24           | Rural            | Ranchería           |
| 130180127    | La Vega                           | 54               | 0.24           | Rural            | Ranchería           |
| 130180032    | Rancho Nuevo                      | 51               | 0.22           | Rural            | Ranchería           |
| 130180080    | La Loma                           | 48               | 0.21           | Rural            | Ranchería           |
| 130180081    | La Lomita                         | 48               | 0.21           | Rural            | Ranchería           |
| 130180089    | Rancho Nuevo                      | 44               | 0.19           | Rural            | Ranchería           |
| 130180071    | Las Campanas                      | 41               | 0.18           | Rural            | Ranchería           |
| 130180055    | Piedra Ancha                      | 40               | 0.17           | Rural            | Ranchería           |
| 130180002    | Amixco                            | 35               | 0.15           | Rural            | Ranchería           |
| 130180050    | El Naranjal                       | 33               | 0.14           | Rural            | Ranchería           |
| 130180099    | Rancho Nuevo (Puerto del Gallo)   | 33               | 0.14           | Rural            | Ranchería           |
| 130180086    | Puerto del Amolar                 | 32               | 0.14           | Rural            | Ranchería           |
| 130180009    | El Campanario                     | 31               | 0.14           | Rural            | Ranchería           |
| 130180113    | Nuevo Coyolar                     | 29               | 0.13           | Rural            | Ranchería           |
| 130180117    | Puerto del Tambor                 | 28               | 0.12           | Rural            | Ranchería           |
| 130180131    | La Joya                           | 26               | 0.11           | Rural            | Ranchería           |
| 130180073    | El Chinillar                      | 24               | 0.10           | Rural            | Ranchería           |
| 130180096    | La Golondrina                     | 23               | 0.10           | Rural            | Ranchería           |
| 130180087    | Puerto del Caballo                | 22               | 0.10           | Rural            | Ranchería           |
| 130180118    | El Clarín                         | 18               | 0.08           | Rural            | Ranchería           |
| 130180101    | El Zacatito                       | 18               | 0.08           | Rural            | Ranchería           |
| 130180077    | La Joya del Zopilote              | 16               | 0.07           | Rural            | Ranchería           |
| 130180068    | Acuatla                           | 14               | 0.06           | Rural            | Ranchería           |
| 130180115    | San Cristóbal                     | 12               | 0.05           | Rural            | Ranchería           |
| 130180125    | La Ermita del Polvorín            | 10               | 0.04           | Rural            | Ranchería           |
| 130180057    | La Gloria                         | 10               | 0.04           | Rural            | Ranchería           |
| 130180130    | Las Antenas                       | 9                | 0.04           | Rural            | Ranchería           |
| 130180112    | Naranjos                          | 8                | 0.03           | Rural            | Ranchería           |
| 130180059    | El Algodonal                      | 7                | 0.03           | Rural            | Ranchería           |
| 130180082    | El Entronque                      | 6                | 0.03           | Rural            | Ranchería           |
| 130180120    | Puerto el Zopilote                | 6                | 0.03           | Rural            | Ranchería           |
| 130180093    | Las Carpas                        | 5                | 0.02           | Rural            | Ranchería           |
| 130180054    | Arroyo de Acaxtla                 | 3                | 0.01           | Rural            | Ranchería           |
| 130180105    | Buena Vista                       | 3                | 0.01           | Rural            | Ranchería           |
| 130180015    | La Guayaba                        | 3                | 0.01           | Rural            | Ranchería           |
| 130180110    | Soledad del Ocote (La Loma)       | 3                | 0.01           | Rural            | Ranchería           |
| 130180060    | Zimapanito                        | 3                | 0.01           | Rural            | Ranchería           |
| 130180124    | El Cerro del Nixtamal             | 2                | 0.01           | Rural            | Ranchería           |
| 130180072    | La Casa Verde                     | 2                | 0.01           | Rural            | Ranchería           |
| 130180051    | Yobicó                            | 2                | 0.01           | Rural            | Ranchería           |
| 130180074    | Cerro Boludo                      | 1                | 0.00           | Rural            | Ranchería           |
| 130180052    | Cuicuiteco                        | 1                | 0.00           | Rural            | Ranchería           |
| 130180075    | El Estero [Rancho]                | 1                | 0.00           | Rural            | Ranchería           |
| 130180095    | La Ceiba                          | 1                | 0.00           | Rural            | Ranchería           |
| 130180129    | Palo Hueco                        | 1                | 0.00           | Rural            | Ranchería           |

## Política
Se erigió como municipio el 15 de febrero de 1826. El Honorable Ayuntamiento está compuesto por: 1 presidente municipal, 1 síndico, 8 regidores y 66 delegados municipales. De acuerdo al Instituto Nacional electoral (INE) el municipio está integrado 25 secciones electorales,  de la 0291 a la 0315. Para la elección de diputados federales a la Cámara de Diputados de México y diputados locales al Congreso de Hidalgo, se encuentra integrado al II Distrito Electoral Federal de Hidalgo y al I Distrito Electoral Local de Hidalgo. A nivel estatal administrativo pertenece a la Macrorregión IV y a la Microrregión XIX, además de a la Región Operativa XIII Tepehuacán.

### Cronología de presidentes municipales
| Periodo                  | Nombre                      | Afiliación política        |
| ------------------------ | --------------------------- | -------------------------- |
| 1964-1967                | Jesús P. Ángeles.           | -                          |
| 1967-1970                | Filiberto Ángeles M.        | -                          |
| 1970-1973                | Vicente Cárdenas Santos     | -                          |
| 1973-1976                | Teodoro Márquez Escobar     | -                          |
| 1976-1979                | Dustano Olguín Ramírez      | -                          |
| 1979-1982                | Rogelio López López         | -                          |
| 1982-1985                | Carmelo Martínez Martínez   | -                          |
| 1985-1988                | José Guadalupe Gutiérrez R. | -                          |
| 1988-1991                | Urbino Salinas Trejo        | -                          |
| 1991-1994                | Alfonso Covarrubias Rubio   | -                          |
| 16/01/1994 al 15/01/1997 | Felipe Zapata Rubio         | PRI                        |
| 16/01/1997 al 15/01/2000 | José Dolores Vigil Ángeles  | PRI                        |
| 16/01/2000 al 15/01/2003 | Enrique Hernández Hernández | PRI                        |
| 16/01/2003 al 15/01/2006 | Florino Trejo Barrera       | PRI                        |
| 16/01/2006 al 15/01/2009 | Fermín Castillo González    | PRI                        |
| 16/01/2009 al 15/01/2012 | Heriberto López Martínez    | PRD                        |
| 16/01/2012 al 04/09/2016 | José Carmelo López Mata     | Juntos por Hidalgo         |
| 05/09/2016 al 04/09/2020 | Narciso Villanueva Falcón   | PRD                        |
| 05/09/2020 al 24/11/2020 | Pedro Velázquez Rivera      | Concejo municipal Interino |
| 25/11/2020 al 14/12/2020 | Irma Rojo González          | Concejo municipal Interino |
| 15/12/2020 al 04/09/2024 | Sergio Meléndez Rubio       | PRD                        |
| 05/09/2024 al 04/09/2027 | Nhur Amira Núñez Ponce      | PANALH                     |

## Economía
En 2015 el municipio presenta un IDH de 0.640 Medio, por lo que ocupa el lugar 71.º a nivel estatal; y en 2005 presentó un PIB de $684 915 004 pesos mexicanos, y un PIB per cápita de $33 285 (precios corrientes de 2005).
De acuerdo con el Consejo Nacional de Evaluación de la Política de Desarrollo Social (Coneval), el municipio registra un Índice de Marginación Alto; el 50.7% de la población se encuentra en pobreza moderada y 27.3% se encuentra en pobreza extrema. En 2015, el municipio ocupó el lugar 61 de 84 municipios en la escala estatal de rezago social.
A datos de 2015, en materia de agricultura, encontramos que se cultiva la hortaliza con la siembra del rábano, lechuga, chile, col, cilantro, perejil, tomillo, en las parcelas principalmente se siembra el maíz; el 92% de la superficie es de temporal y 8% restante de riego. En ganadería se cría ganado bovino de carne, ovino, porcino y caprino, aves de postura y engorda, así como pavos, los que utilizan en su alimentación, teniendo también producción de miel y cera de abeja. La superficie dedicada a la ganadería en el municipio de Chapulhuacán es de 9992 hectáreas, de las cuales 8,886 hectáreas son de pradera y 1106 hectáreas de agostadero.
En cuanto a pesca en las riberas del río Amajac en donde se pueden obtener especies como el bagre, la mojarra y también la acamaya. En materia de industria el municipio cuenta con una maquiladora que ocupa a una cantidad importante de lugareños. El domingo es el día de tianguis, el cual se establece en la plaza principal de Chapulhuacán.
El municipio cuenta con 31 tiendas Diconsa encontrándose repartidas en las siguientes comunidades, Cahuazas, Barrio del Carmen, Tetlalpan, Iglesia Vieja, Puerto Obscuro, Saucillo Agua Nueva, El Banco, Barrio de Chapulhuacán, El Coyol, Huatepango, Neblinas, Santa Ana, La Loma, Carrizal de Tenango, Plan de Guadalupe, El Sótano, La Escondida, San Rafael, Las Minas y Miahuatla.
De acuerdo con cifras al año 2015 presentadas en los censos económicos del INEGI, la Población Económicamente Activa (PEA) de 12 años y más del municipio asciende a 6099 de las cuales 6016 se encuentran ocupadas y 83 se encuentran desocupadas. El 43.1% pertenece al sector primario, el 18.3% pertenece al sector secundario, el 35.3% pertenece al sector terciario.